# Vaassense Broek
Het Vaassense broek is een buurtschap in de Nederlandse provincie Gelderland. Het ligt enkele kilometer ten oosten van Vaassen, net over het Apeldoorns Kanaal.
De buurtschap ligt op de grens van de gemeenten Apeldoorn en Epe. Het ontleent haar naam aan haar plaats en het feit dat het vrij laag ligt. Broek is namelijk een aanduiding voor laag (en daardoor meestal drassig) land.

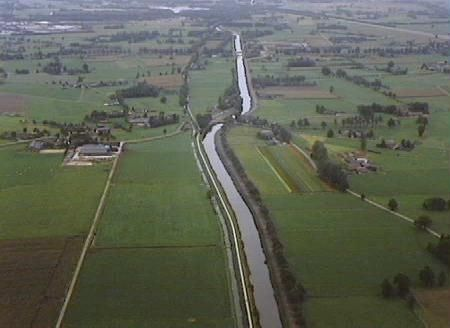
Apeldoorns Kanaal met rechts buurtschap Vaassense broek

## Straatnamen
Door de buurtschap lopen een aantal straten:
- Hafkamperveldweg
- Kanaalweg
- Korte Slijkhuisstraat
- Slijkhuisstraat
- Wulfterweg